# Брон (Приморје)
Брон (фр. Broons) је насељено место у Француској у региону Бретања, у департману Приморје.
По подацима из 2011. године у општини је живело 2955 становника, а густина насељености је износила 83,93 становника/km².

## Демографија
| 1962. | 1968. | 1975. | 1982. | 1990. | 2011. |
| ----- | ----- | ----- | ----- | ----- | ----- |
| 2.340 | 2.256 | 2.432 | 2.389 | 2.327 | 2.955 |